# 内顎類
内顎綱 (ないがくこう、Entognatha) は節足動物門の綱の一つ。昆虫（外顎綱）とともに六脚類を構成する。口器は内顎であり、つまり頭部の中に格納されている。また内顎綱は無翅であり、翅を欠く。この綱はカマアシムシ目、トビムシ目、コムシ目の3目を含む。これらは過去にはシミ目に統合され、無翅亜綱を構成していたが、これらは昆虫とは独立に、また互いの中でも独立に進化してきたことが認識されてきた。目の間には恐らく密接な関係はなく、その場合、内顎綱は多系統群である。

## 形態
これらの小さな節足動物は翅を持たないが、昆虫のいくつかの目のように二次的に失った訳ではない。口器は、gnathal pouchと呼ばれる頭蓋の窩に格納され、そのため大顎と小顎の先端が少し露出しているだけである。この窩は胎児期に、両側頭部の口付近の硬皮が下唇と融合することで形成される。昆虫とのその他の違いは、昆虫では基部の2節だけがそうなっているのに対し、触角の各節が筋系になっていることである。精子の伝達は間接的であり、雌は産卵管を持つ。3つの目の中で、トビムシ目のみが眼を持つが、その多くは盲目であり、複眼がある場合でも個眼の数は8以下である。
- トビムシ目は、第一腹節に腹管と呼ばれる管を持ち、水分の吸収に用いられている。第三腹節は叉状器を支える構造となっている。トビムシは、叉状器を「バネ」として跳躍する。
- カマアシムシ目は、眼も触角も持たない。腹部に退化した足と考えられる針を持つ。
- コムシ目は、尾部に1対の尾角を持つ。また、腹部に針も持つ。